# 弗里德里希·舒尔茨 (将军)
弗里德里希·舒尔茨（德語：Friedrich Schulz，1897年10月15日—1976年11月30日）是二战期间纳粹德国的将军，曾荣获橡叶佩剑骑士铁十字勋章。

## 榮譽
- 1914年二级铁十字勋章（1916年6月2日）一级铁十字勋章（1918年1月27日） [1]

- 1939年二级铁十字勋章（1940年4月6日）和一级铁十字勋章（1940年6月14日）

- 橡树叶剑骑士铁十字勋章
  - 1942年3月29日，作为第43军总参谋长获得骑士十字勋章 [2]
  - 1944年3月20日，作为中将兼第3裝甲军司令獲得橡叶师（第428位）
  - 1945年2月26日，作為担任步兵上军兼第17集团军总司令獲得佩劍（第135位）